# Januar 1998
Portal Geschichte | Portal Biografien | Aktuelle Ereignisse | Jahreskalender | Tagesartikel

◄ |
19. Jahrhundert |
20. Jahrhundert
| 21. Jahrhundert

◄ |
1960er |
1970er |
1980er |
1990er
| 2000er | 2010er | 2020er | ►

◄ |
1994 |
1995 |
1996 |
1997 |
1998
| 1999 | 2000 | 2001 | 2002 | ►

◄ |
Oktober 1997 |
November 1997 |
Dezember 1997 |
Januar 1998 |
Februar 1998 |
März 1998 |
April 1998 |
►
Dieser Artikel behandelt tagesbezogene Nachrichten und Ereignisse im Januar 1998.

## Tagesgeschehen

### Donnerstag, 1. Januar 1998
- Bern/Schweiz: Flavio Cotti, von der Christlichdemokratische Volkspartei, hat nach seiner ersten Amtsperiode 1991 zum zweiten Mal das Amt des Bundespräsidenten der Schweiz angetreten.[1]

- Berlin/Deutschland: Die Abschaffung der Gewerbekapitalsteuer durch das Gesetz zur Fortsetzung der Unternehmensteuerreform tritt in Kraft. Dadurch wird die Gewerbesteuer ertragsunabhängig.

- Berlin/Deutschland: Der Solidaritätszuschlag wird von 7,5 % auf 5,5 % gesenkt.[2]

- Malé/Malediven: Nach 18 Jahren wird die fünfte Version der Verfassung der Malediven zum vierten Mal geändert. Staatspräsident und Regierungschef der Präsidialrepublik wird nun von der Kammer der Madschlis gewählt und danach durch eine Volksabstimmung bestätigt.

- Skopje/Mazedonien: Das Kooperationsabkommen zwischen der Republik Mazedonien und der Europäischen Union zur Förderung der wirtschaftlichen und politischen Zusammenarbeit tritt neben dem Handels- und Verkehrsabkommen in Kraft.[3]

### Samstag, 3. Januar 1998
- Bagdad/Irak: Das Hauptquartier der UN-Waffeninspekteure in Bagdad wird mit Panzerfäusten beschossen.[4]

### Montag, 5. Januar 1998

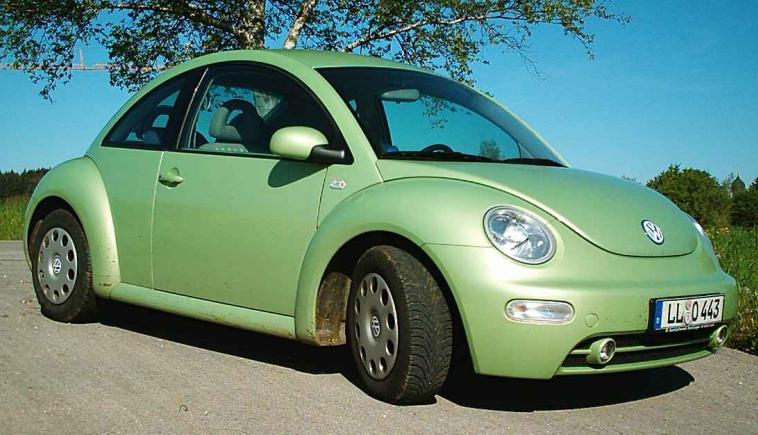
VW New Beetle

- Detroit/Vereinigte Staaten: Auf der Detroit Motor Show wird das Modell New Beetle von Volkswagen vorgestellt. Das Modell wird als Nachfolger des eigentlichen VW Käfers präsentiert.[5]

### Dienstag, 6. Januar 1998
- Kopenhagen/Dänemark: Der Bronzefigur Kleine Meerjungfrau wird erneut der Kopf abgesägt. Nach zwei Anschlägen auf den Kopf (1964) und den rechten Arm (1984) muss das Denkmal an der Uferpromenade Langelinie erneut restauriert werden.[6]

- Cape Canaveral/Vereinigte Staaten: Die Raumsonde Lunar Prospector startet, um Wassereis an den Polkappen des Monds nachzuweisen.[7]

### Mittwoch, 7. Januar 1998
- Iran: Der ein Jahr zuvor gewählte Präsident Mohammad Chātami gibt ein Interview mit US-amerikanischen Nachrichtensender CNN. Darin zeigt er sich vor allem der USA gegenüber wohl gesonnen und ruft zu einem „Dialog zwischen den Zivilisationen“ auf.[8]

- Vereinigte Staaten: Der US-amerikanische Physiker und Entrepreneur Richard Seed kündigt im Nachrichtensender der dänischen Rundfunkanstalt DR an, dass er in der Lage sei, Menschen zu klonen, um für unfruchtbare Paare Kinder zu schaffen. Daraufhin gibt es Reaktionen, sowohl durch die EU, die ein Gesetz zum Verbot des Klonens von Menschen prüft,[9] als auch durch Experten, wie Harold Shapiro, ehemaliger Leiter der National Bioethics Advisory Commission, der Seeds Pläne als „verfrüht“ befindet.[10]

### Donnerstag, 8. Januar 1998
- Ottawa/Kanada: Die Ministerin für Beziehungen zwischen Regierung und Eingeborenen in Kanada Jane Stewart entschuldigt sich in einem offiziellen Brief an die First Nations für die Unterdrückung der Ureinwohner Kanadas und insbesondere für die Missbrauchsfälle an den Residential Schools.[11]

### Freitag, 9. Januar 1998

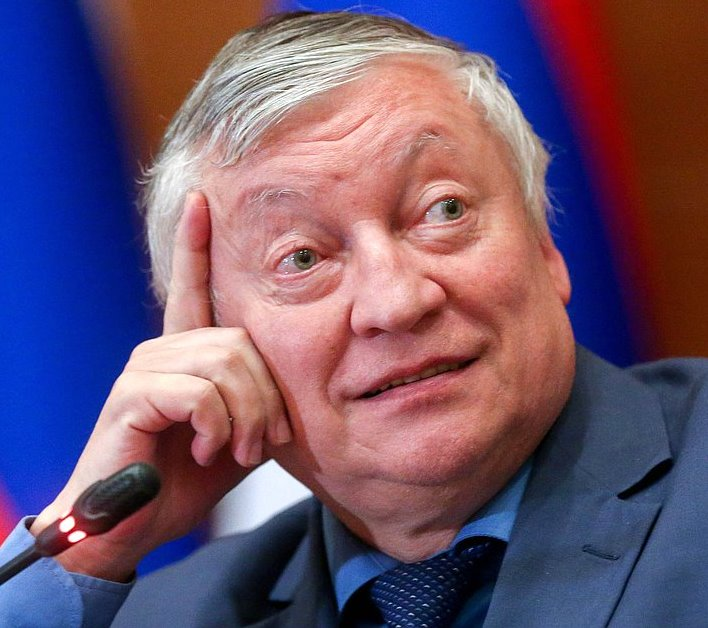
Anatoli Karpow

- Lausanne/Schweiz: Der Schachgroßmeister Anatoli Karpow verteidigt seinen Titel als FIDE-Schachweltmeister zum sechsten Mal in Folge. Das Finale der FIDE-Schachweltmeisterschaft 1998 wird vom 2. Januar bis zum 9. Januar zwischen Titelverteidiger Karpow und Viswanathan Anand ausgetragen. Nach einem Unentschieden nach sechs Spielen kann sich Karpow in zwei Schnellschach-Partien durchsetzen und gewinnt somit das Turnier.[12]

### Samstag, 10. Januar 1998
- Hebei/China: Um 11:50 Uhr ereignet sich im Norden der Provinz Hebei ein Erdbeben der Stärke 6,29. In der Region des Erdbebens befanden sich vor allem Bauern. Insgesamt sind 1.824 Dörfer betroffen, davon 697 mit ernsthaften Schäden. Neben mehr als 12.000 Verletzten, verlieren 40.000 ihr Zuhause. Es werden mindestens 50 Tote gezählt.[13][14]

### Sonntag, 11. Januar 1998
- Sidi-Hamed/Algerien: Nach einer Reihe von Massakern im Nordwesten Algeriens seit Dezember 1997, kommt es am 11. Januar südlich von Algier erneut zu einem Blutbad. Nach ersten Schätzungen werden mehr als 100 Tote gemeldet, später wird die Zahl auf etwa 400 korrigiert, darunter auch Frauen und Kinder. Verantwortlich wird vor allem die Terrororganisation GIA gemacht. Die Anschuldigung, dass auch zur Regierung gehörende Sicherheitskräfte in das Massaker involviert sein sollen, weist die Algerische Regierung zurück.[15]

### Montag, 12. Januar 1998
- Zürich/Schweiz: Der brasilianische Fußballspieler Ronaldo wird bei der siebten Vergabe des Preises zum FIFA-Weltfußballer des Jahres 1997 gekürt. Nachdem er schon 1996 das erste Mal als Weltfußballer ausgezeichnet wurde, erhält er im Januar 1998 seine zweite von drei Auszeichnungen.[16]
- Hongkong/China: Mit der 1988 gegründeten Investmentbank Peregrine muss ein weiteres Unternehmen in der Asienkrise schließen. Nachdem der Indonesische Rupah eingebrochen ist und Peregrine rund 400 Mio. USD in der Währung an indonesische Unternehmen ausgeliehen hat, muss der Konzern schon nach einem Jahrzehnt schließen. Dies sorgt unter anderem für die Entlassung der 1700 Angestellten, trägt zum Fall des Aktienindex Hang Seng um 8,7 % bei und führt dazu, dass internationale Finanzunternehmen in Asien ihr Geschäft erweitern können.[17]

### Mittwoch, 14. Januar 1998

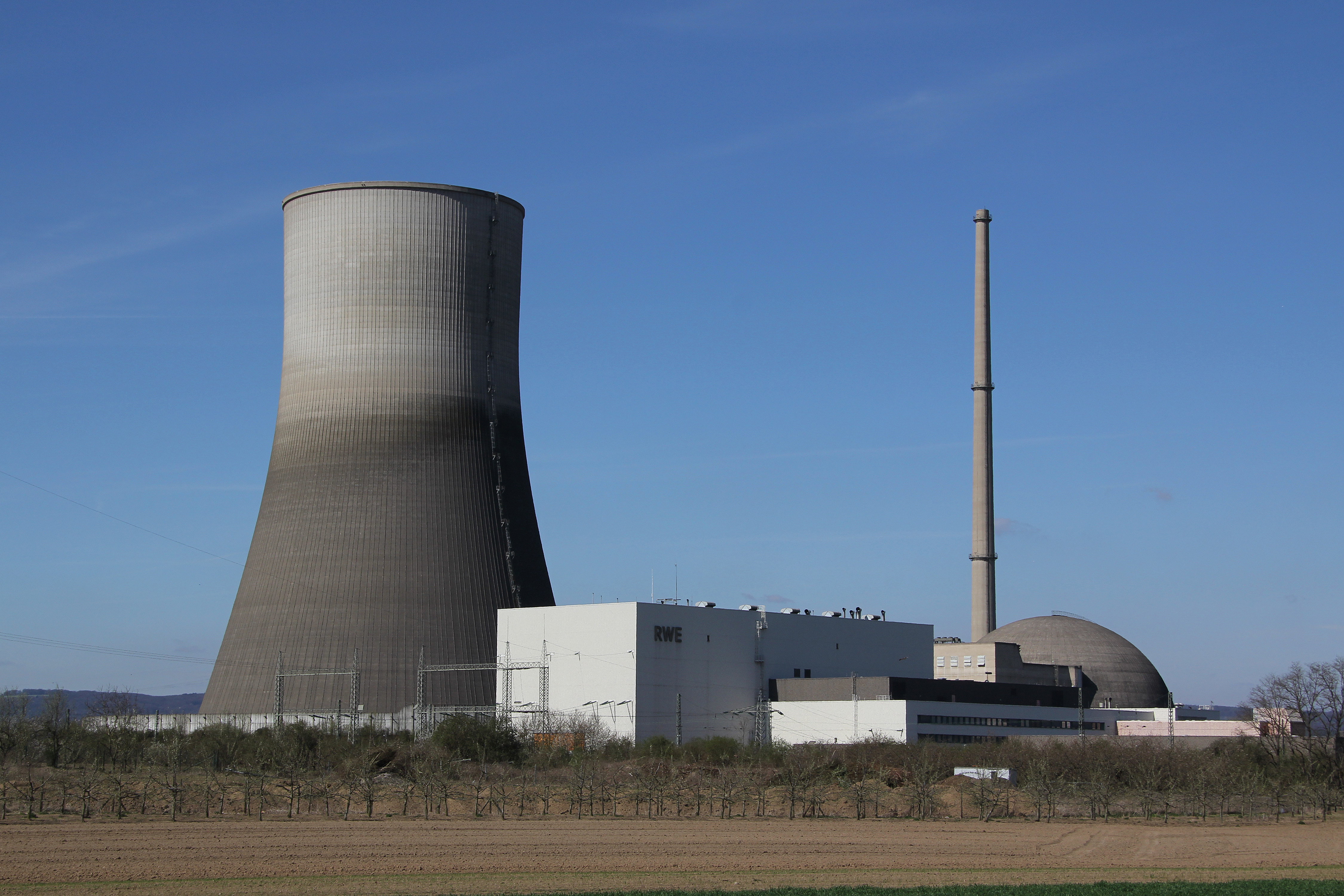
Kernkraftwerk Mülheim-Kärlich (2012)

- Leipzig/Deutschland: Das Bundesverwaltungsgericht weist die Revision von RWE gegen das Urteil des Oberverwaltungsgericht Rheinland-Pfalz aus dem Jahr 1995 größtenteils zurück. Das Urteil hob die Genehmigung zur Nutzung des Kernkraftwerks Mülheim-Kärlich auf, da das Erdbebenrisiko durch die Genehmigungsbehörde nicht gründlich genug festgestellt wurde. Damit sind alle Gerichtsfälle zu Klagen gegen die 1990 erteilte Genehmigung abgeschlossen. Über den Genehmigungsantrag selbst soll von der zuständigen Behörde erneut entschieden werden. Bis dahin bleibt das Kraftwerk ausgeschaltet in Betriebsbereitschaft.[18]
- Bonn/Deutschland: Der Untersuchungsausschuss im Fall Manfred Röder tagt das erste Mal in einer öffentlichen Sitzung. Röder hat bei einem Auftritt 1995 in der Führungsakademie der Bundeswehr in Hamburg einen Vortrag mit rechtsradikalen Inhalten gehalten. Diesen und weitere rechtsextremistische Fälle in der Bundeswehr untersucht der Ausschuss.[19][20]

### Freitag, 16. Januar 1998
- Bonn/Deutschland: Der Bundestag stimmt mit Mehrheit von 452 zu 184 Stimmen für eine Grundgesetzänderung des Artikel 13, die das Belauschen von Bürgern im Rahmen der Strafverfolgung ermöglicht. Damit ist der Grundstein für den sogenannten Großen Lauschangriff gelegt. Durch den Bundesrat bestätigt, wird Artikel 13 zwei Monate später geändert und damit  akustische und optische Überwachungsmaßnahmen durch die Strafverfolgungsbehörden in privaten Räumen möglich gemacht.[21]
- Ankara/Türkei: Das Verfassungsgericht fällt das Urteil, dass die islamistische türkische Partei Refah Partisi unter der Führung des ehemaligen Ministerpräsidenten Necmettin Erbakan verboten wird. Das Verfahren gegen die Partei wurde im Mai 1977 wegen verfassungsfeindlichen Bestrebungen eröffnet. Erbakan und weitere Führungsmitglieder dürfen sich für fünf Jahre nicht mehr politisch betätigen.[22]

### Samstag, 17. Januar 1998
- Vereinigte Staaten: Die US-amerikanische Website Drudge Report veröffentlicht einen Bericht über eine Affäre des damaligen US-Präsidenten Bill Clinton mit der 22-jährigen Angestellten im Weißen Haus Monica Lewinsky. Nach Angaben der Website soll das Nachrichtenmagazin Newsweek vorgehabt haben, die Story zu veröffentlichen, entschied sich jedoch dagegen. Nachdem auch andere Zeitungen über die Affäre berichten kommt es zur Lewinsky-Affäre und gegen Clinton wird ein Amtsenthebungsverfahren eingeleitet, das jedoch scheitert.[23]
- Manila/Philippinen: In Manila startet der weltweite Marsch gegen Kinderarbeit. Ziel des Protestmarsches ist die IAO in Genf, deren bisherige Arbeit gegen Kinderarbeit aus Sicht der Protestierenden nicht ausreicht. Auch in São Paulo und Kapstadt sollen in den nächsten Wochen Märsche starten.[24]

### Montag, 19. Januar 1998
- Berlin/Deutschland: Der letzte Innenminister der DDR Peter-Michael Diestel wird vom Landgericht Berlin freigesprochen. Ihm wurde im Mai 1996 von der Staatsanwaltschaft vorgeworfen, ein Haus am Zeuthener See im Juni 1990 weit unter dem eigentlichen Wert gekauft zu haben. Die Villa gehörte dem Innenministerium und wurde für 193.000 Mark an Diestel verkauft, obwohl der Wert laut des Bundesgerichtshof eigentlich bei 770.000 Mark gelegen habe. Das Landgericht sieht aber keine vorsätzliche Verletzung der Treuepflicht oder entstandenen Vermögensschaden.[25]

### Dienstag, 20. Januar 1998

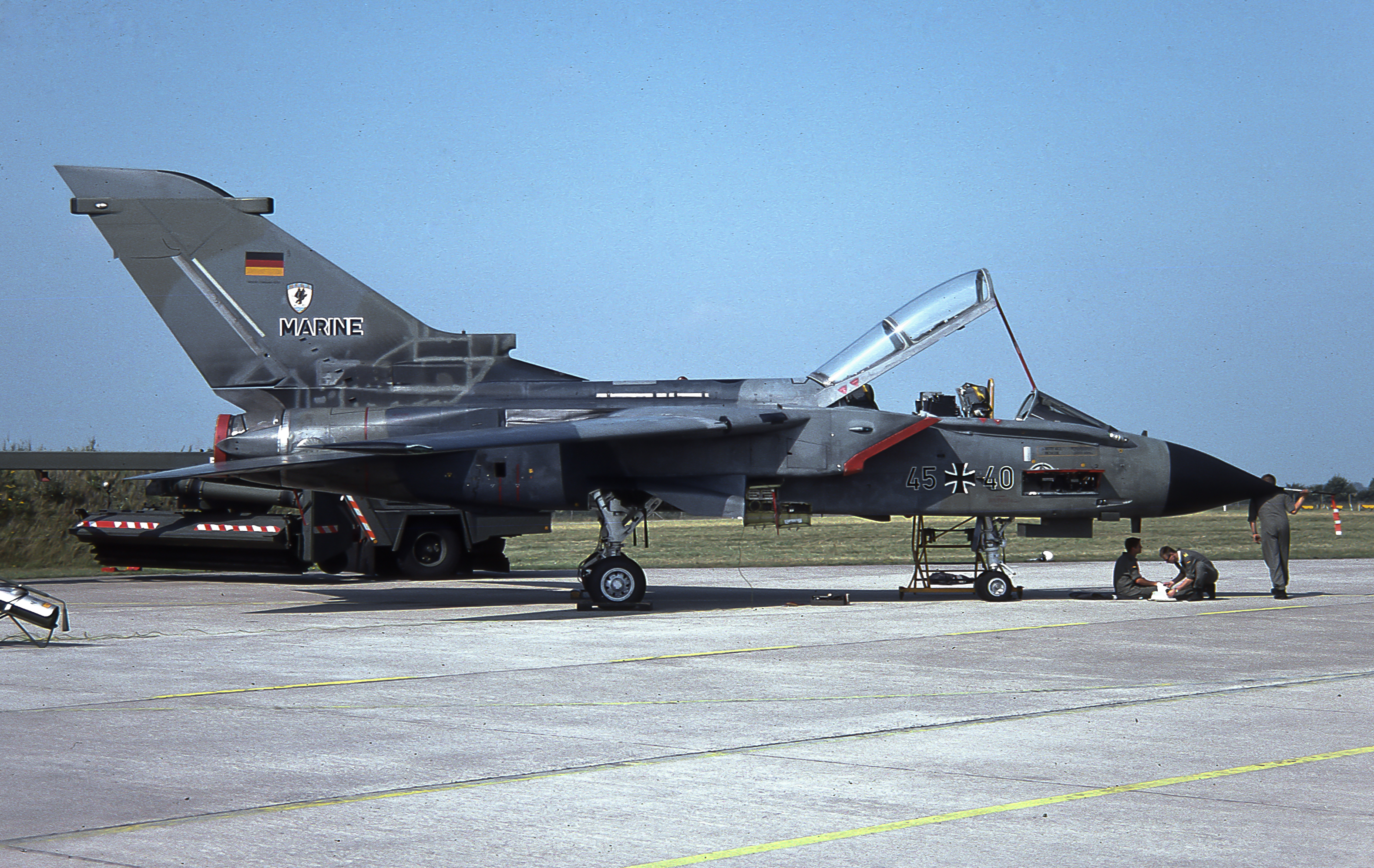
Ein Tornado des Marinefliegergeschwader 2

- Glücksburg/Deutschland: Ein Panavia Tornado des Marinefliegergeschwader 2 stürzt bei einem Übungsflug vor der Küste Borkums ab. Während von der Besatzung keine Hilferufe kommen, werden die automatischen Seenotsignale aktiviert. Auch nach mehreren Tagen Suche können zwar Teile des Wracks in der Nordsee gefunden werden, aber von den beiden Kapitänleutnanten fehlt jede Spur.[26][27]
- Auckland/Neuseeland: Das erste von vier Stromkabeln in Auckland versagt aufgrund von heißem, trockenem Wetter. Daraufhin brennen drei weitere Kabel Wochen später durch und es kommt zu einem fünfwöchigen Stromausfall, der Auckland-Stromkrise.[28]

### Mittwoch, 21. Januar 1998
- Kuba: Papst Johannes Paul II. trifft in Kuba ein. Er besucht den Inselstaat für fünf Tage.[29]

### Freitag, 23. Januar 1998
- Washington, D.C./Vereinigte Staaten: Nach wochenlangen Verhandlungen erklärt sich Microsoft vor dem Justizministerium bereit, ihren Internetbrowser Internet Explorer vom Windows 95-Betriebssystem zu trennen, obwohl vorher behauptet wurde, dass dies nicht möglich sei. Das Unternehmen einigt sich mit dem Ministerium darauf das Betriebssystem auch mit verstecktem oder teilweise entfernten Browser an Computerhersteller zu verkaufen.[30]
- Les Orres/Frankreich: Bei einem Lawinenunglück in der Nähe des Skigebiet Les Orres sterben neun Schüler, ein Lehrer und eine Begleiterin. Die Schülergruppe ist außerhalb der markierten Pfade unterwegs und wird von einer Lawine verschüttet.[31]

### Sonntag, 25. Januar 1998
- Kandy/Sri Lanka: Eine Gruppe der Tamilischen Befreiungstiger verübt einen Angriff auf den buddhistischen Tempel Dalada Maligawa, in dem wenige Tage später der 50. Unabhängigkeitstag Sri Lankas gefeiert werden soll. Die Vorbereitungen des Fests werden durch die Sprengung eines Lastwagens unterbrochen, bei der zunächst neun Personen, einschließlich drei Tamil Tigers, sterben, 25 werden verletzt. Trotz des Anschlags werden am 4. Februar die Zeremonien durchgeführt, zu denen auch der damalige Prinz, Charles III., eingeladen ist.[32]

### Montag, 26. Januar 1998
- Maynard/Vereinigte Staaten: Die bis dahin größte Übernahme einer Computerfirma findet statt. Der damals zweitgrößte Computerhersteller Digital Equipment wird von Compaq für fast 10 Milliarden USD übernommen. Compaq wiederum fusioniert nur vier Jahre später mit HP.[33]

### Mittwoch, 28. Januar 1998
- Brüssel/Belgien: Die Europäische Kommission verhängt die bis dahin größte Strafe in der EU gegen ein Unternehmen. Gegen VW wird eine 200 Mio. Mark schwere Strafe, wegen wiederholtem Verstoß gegen das Wettbewerbsrecht, ausgesprochen. Der Konzern soll Druck auf das italienische VW- und Audi-Händlernetz ausgeübt haben und damit den Import nach Deutschland und Österreich erschwert bis verhindert haben.[34]

### Donnerstag, 29. Januar 1998

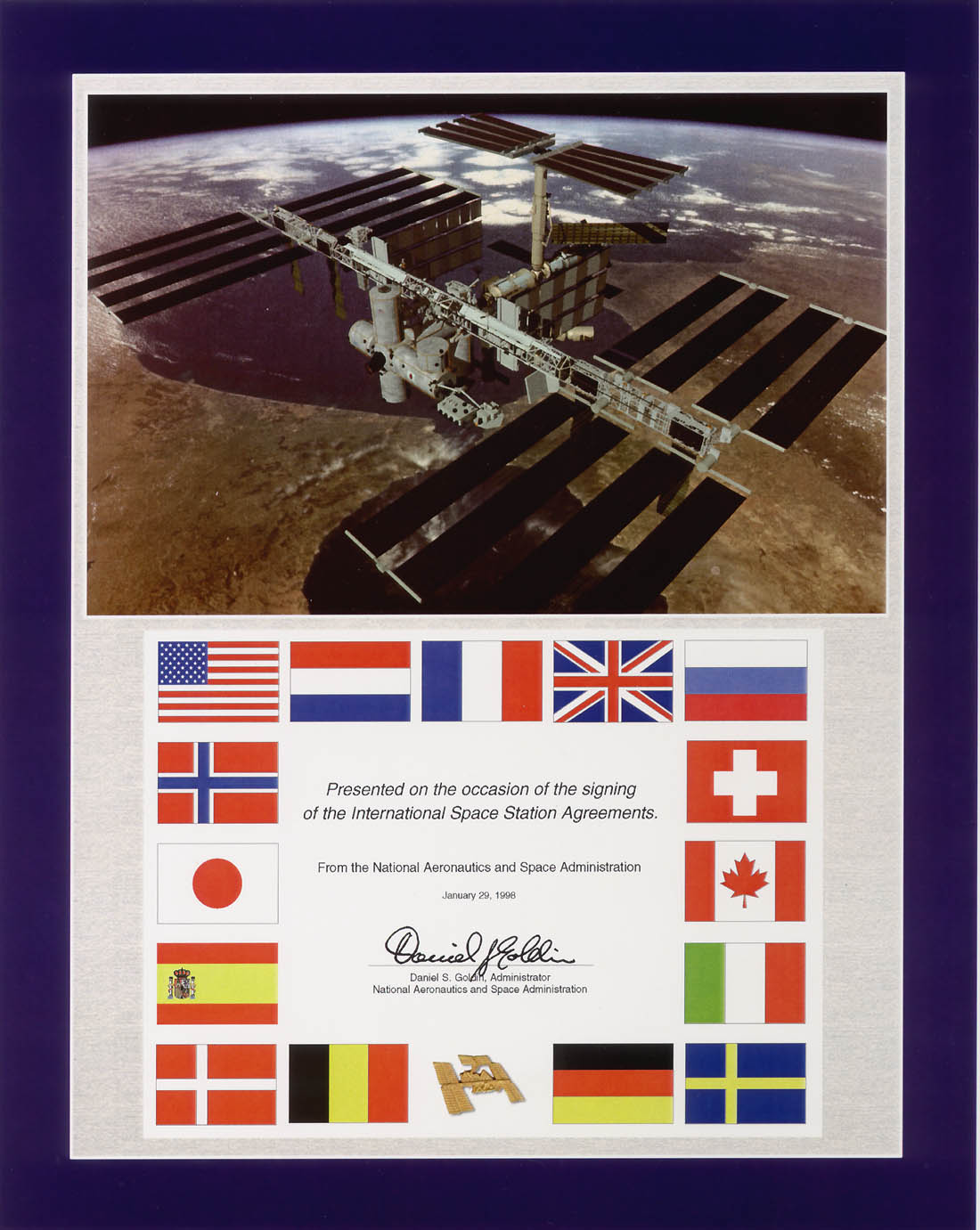
Vertrag des ISS Intergovernmental Agreement

- Washington, D.C./Vereinigte Staaten: Das sogenannte ISS Intergovernmental Agreement wird von den Vereinigten Staaten, Russland, Kanada, Japan und Europa unterschrieben. Außerdem gibt es Vereinbarungen zwischen den jeweiligen Weltraumbehörden NASA, ESA, Roskosmos, CSA und JAXA. Der Vertrag stellt einen Rahmen für den Bau und Nutzen der Internationalen Raumstation dar.[35]

### Samstag, 31. Januar 1998
- München/Deutschland: Giovane Élber schießt das bis dahin schnellste Tor der Bundesliga bei einem Heimspiel mit dem FC Bayern gegen den HSV. Innerhalb von elf Sekunden trifft Élber gegen den Gast.[36]